# Copa DOM
La Copa DOM (en francés: Coupe de Départements d'Outre-Mer) es un torneo de fútbol a nivel de clubes de Reunión, Martinica, Guadalupe, Guayana Francesa y Mayotte.

## Historia
El torneo fue inaugurado en 1989 por la Federación Francesa de Fútbol con el fin de que participaran los campeones de liga de los territorios de ultramar de Francia exceptuando a San Pedro y Miquelon porque ellos tenían un nivel deportivo muy bajo.
El torneo mantuvo su sistema hasta el año 2004 cuando se decidió que sería reorganizado como la Eliminatoria Antillas-Guyana para definir a un clasificado a la Copa de Clubes de Ultramar, lo que provocó que los representantes de Reunión y Mayotte no volvieran a participar más en el torneo y en su lugar ellos jugarían una serie de eliminación directa para definir a un clasificado al torneo de ultramar.
El torneo se juega por última vez en 2007 a la espera de que la Federación Francesa de Fútbol lo reorganice.

## Ediciones anteriores

### Copa DOM
| Año  | Campeón                   | Marcador       | Subcampeón                 |
| ---- | ------------------------- | -------------- | -------------------------- |
| 1989 | SS Saint-Louisienne       | 3-3 (4-2 pen.) | Zénith                     |
| 1990 | JS Saint-Pierroise        | 2-0            | SC Kouroucien              |
| 1991 | JS Saint-Pierroise        | 1-0            | Solidarité Scolaire        |
| 1992 | L'Etoile de Morne-à-l'Eau | 1-0            | Aiglon du Lamentin         |
| 1993 | US Sinnamary              | 2-1            | US Robert                  |
| 1994 | Club Franciscain          | 2-1            | US Sinnamary               |
| 1995 | JS Saint-Pierroise        |                | Arsenal Guadeloupe         |
| 1996 | CS Saint-Denis            | 1-0            | Club Franciscain           |
| 1997 | Club Franciscain          | 8-3            | CS Saint-Denis             |
| 1998 | SS Saint-Louisienne       | 2-0            | L'Etoile de Morne-à-l'Eau  |
| 1999 | SS Saint-Louisienne       | 2-1            | Racing Club de Basse-Terre |
| 2000 | US Stade Tamponnaise      | 4-0            | Club Franciscain           |
| 2001 | Club Franciscain          | 2-1            | L'Etoile de Morne-à-l'Eau  |
| 2002 | SS Saint-Louisienne       | 2-0            | Club Franciscain           |
| 2003 | Club Franciscain          | 3-1            | Phare du Canal             |

### Eliminatoria Antillas-Guyana
| Año  | Campeón                    | Finalista                 |
| ---- | -------------------------- | ------------------------- |
| 2004 | Racing Club de Basse-Terre | Club Franciscain          |
| 2005 | ASC Le Geldar              | Club Franciscain          |
| 2006 | Club Franciscain           | US Matoury                |
| 2007 | Club Franciscain           | L'Etoile de Morne-à-l'Eau |

## Títulos por equipo
| Club                       | Títulos | Subtítulos | Años campeón                       | Años subcampeón              |
| -------------------------- | ------- | ---------- | ---------------------------------- | ---------------------------- |
| Club Franciscain           | 6       | 5          | 1994, 1997, 2001, 2003, 2006, 2007 | 1996, 2000, 2002, 2004, 2005 |
| SS Saint-Louisienne        | 4       | -          | 1989, 1998, 1999, 2002             | ----                         |
| JS Saint-Pierroise         | 3       | -          | 1990, 1991, 1995                   | ----                         |
| L'Etoile de Morne-à-l'Eau  | 1       | 3          | 1992                               | 1998, 2001, 2007             |
| US Sinnamary               | 1       | 1          | 1993                               | 1994                         |
| CS Saint-Denis             | 1       | 1          | 1996                               | 1997                         |
| Racing Club de Basse-Terre | 1       | 1          | 2004                               | 1999                         |
| US Stade Tamponnaise       | 1       | -          | 2000                               | ----                         |
| ASC Le Geldar              | 1       | -          | 2005                               | ----                         |
| Zénith                     | -       | 1          | ----                               | 1989                         |
| SC Kouroucien              | -       | 1          | ----                               | 1990                         |
| Solidarité Scolaire        | -       | 1          | ----                               | 1991                         |
| Aiglon du Lamentin         | -       | 1          | ----                               | 1992                         |
| US Robert                  | -       | 1          | ----                               | 1993                         |
| Arsenal Guadaloupe         | -       | 1          | ----                               | 1995                         |
| Phare du Canal             | -       | 1          | ----                               | 2003                         |
| US Matoury                 | -       | 1          | ----                               | 2006                         |

## Títulos por país
| País             | Títulos | Subtítulos |
| ---------------- | ------- | ---------- |
| Reunión          | 9       | 1          |
| Martinica        | 6       | 7          |
| Guadalupe        | 2       | 8          |
| Guayana Francesa | 2       | 3          |